# 400天
《400天》（英語：400 Days）是一部2015年美國科幻電影，由麥特·奧斯特曼執導和編劇。主演是布蘭登·勞斯、凱蒂·洛茨、班·費德曼和丹尼·庫克，他們飾演太空人，講述被送到一個遙遠的星球進行為期400天的模擬任務，以測試對外太空旅行的心理影響。本片於2016年1月12日在美國首映。

## 演員
- 布蘭登·勞斯 飾 Captain Theo Cooper
- 凱蒂·洛茨 飾 Dr. Emily McTier
- 班·費德曼（英语：Ben Feldman） 飾 Bug Kieslowski
- 丹尼·庫克 飾 Cole Dvorak
- 湯姆·卡瓦納夫 飾 Zell
- 格蘭特·鮑勒 飾 Walter Anderson
- 莎莉·普萊斯曼（英语：Sally Pressman） 飾 Darla
- Fernanda Romero（英语：Fernanda Romero） 飾 Zia
- 法蘭克·阿什莫（英语：Frank Ashmore） 飾 Garcia
- Dominic Bogart 飾 Sketch

## 外部連結
- 互联网电影数据库（IMDb）上《400天》的资料（英文）